# Kanton Mignon-et-Boutonne
Der Kanton Mignon-et-Boutonne ist seit 2015 ein französischer Wahlkreis im Arrondissement Niort im Département Deux-Sèvres in der Region Nouvelle-Aquitaine; sein Hauptort ist Mauzé-sur-le-Mignon. 

## Gemeinden
Der Kanton besteht aus 30 Gemeinden mit insgesamt 18.601 Einwohnern (Stand: 1. Januar 2022) auf einer Gesamtfläche von 518,98 km²:
| Gemeinde                  | Einwohner 1. Januar 2022 | Fläche km² | Dichte Einw./km² | Code INSEE | Postleitzahl |
| ------------------------- | ------------------------ | ---------- | ---------------- | ---------- | ------------ |
| Asnières-en-Poitou        | 191                      | 19,06      | 10               | 79015      | 79170        |
| Beauvoir-sur-Niort        | 1.772                    | 23,48      | 75               | 79031      | 79360        |
| Brieuil-sur-Chizé         | 99                       | 8,06       | 12               | 79055      | 79170        |
| Brioux-sur-Boutonne       | 1.434                    | 15,49      | 93               | 79057      | 79170        |
| Chérigné                  | 133                      | 7,88       | 17               | 79085      | 79170        |
| Chizé                     | 843                      | 23,50      | 36               | 79090      | 79170        |
| Ensigné                   | 288                      | 20,30      | 14               | 79111      | 79170        |
| Juillé                    | 99                       | 4,87       | 20               | 79142      | 79170        |
| La Foye-Monjault          | 839                      | 19,06      | 44               | 79127      | 79360        |
| La Rochénard              | 526                      | 8,55       | 62               | 79229      | 79270        |
| Le Bourdet                | 570                      | 8,30       | 69               | 79046      | 79210        |
| Le Vert                   | 118                      | 11,81      | 10               | 79346      | 79170        |
| Les Fosses                | 426                      | 12,04      | 35               | 79126      | 79360        |
| Luché-sur-Brioux          | 122                      | 5,16       | 24               | 79158      | 79170        |
| Lusseray                  | 175                      | 8,14       | 21               | 79160      | 79170        |
| Marigny                   | 901                      | 31,72      | 28               | 79166      | 79360        |
| Mauzé-sur-le-Mignon       | 2.917                    | 23,62      | 123              | 79170      | 79210        |
| Paizay-le-Chapt           | 255                      | 20,34      | 13               | 79198      | 79170        |
| Périgné                   | 954                      | 21,18      | 45               | 79204      | 79170        |
| Plaine-d’Argenson         | 993                      | 44,93      | 22               | 79078      | 79360        |
| Prin-Deyrançon            | 597                      | 16,12      | 37               | 79220      | 79210        |
| Saint-Georges-de-Rex      | 433                      | 17,63      | 25               | 79254      | 79210        |
| Saint-Hilaire-la-Palud    | 1.510                    | 34,12      | 44               | 79257      | 79210        |
| Secondigné-sur-Belle      | 487                      | 24,39      | 20               | 79310      | 79170        |
| Séligné                   | 112                      | 9,83       | 11               | 79312      | 79170        |
| Val-du-Mignon             | 1.087                    | 28,34      | 38               | 79334      | 79210, 79360 |
| Vernoux-sur-Boutonne      | 237                      | 8,12       | 29               | 79343      | 79170        |
| Villefollet               | 203                      | 13,04      | 16               | 79348      | 79170        |
| Villiers-en-Bois          | 124                      | 18,53      | 7                | 79350      | 79360        |
| Villiers-sur-Chizé        | 156                      | 11,37      | 14               | 79352      | 79170        |
| Kanton Mignon-et-Boutonne | 18.601                   | 518,98     | 36               | 7909       | –            |

## Veränderungen im Gemeindebestand seit der landesweiten Neuordnung der Kantone
2019: Fusion Priaires, Thorigny-sur-le-Mignon und Usseau  → Val-du-Mignon
2018: Fusion Belleville, Boisserolles, Prissé-la-Charrière, Saint-Étienne-la-Cigogne → Plaine-d’Argenson